# Tour de Ski 2007/2008

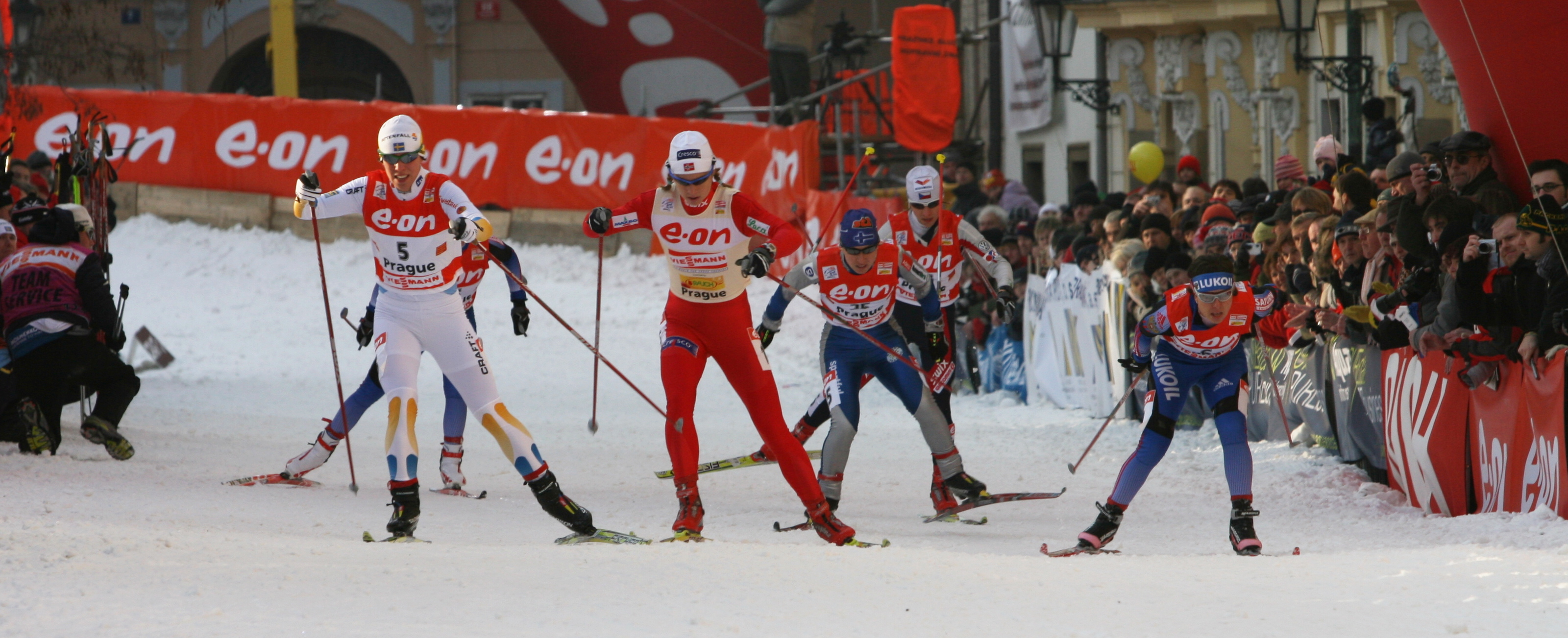
Čtvrtfinále žen v pražské etapě

Tour de Ski 2007/08 je 2. ročník série osmi závodů v běhu na lyžích během deseti dnů. Oproti předcházejícímu ročníku došlo ke dvěma změnám v místech konání závodů. Sprint volnou technikou se z mnichovského Olympijského stadionu přesunul na pražské Hradčanské náměstí. Pořadelství odřekli organizátoři v Oberstdorfu, kde se měl konat čtvrtý a pátý závod série, které se nakonec uskutečnily v Novém Městě na Moravě. Na start prologu v Novém Městě na Moravě se 28. prosince 2007 postavilo 76 mužů a 54 žen, mezi nimiž nechyběli ani obhájci prvenství z předchozího roku Němec Tobias Angerer a Finka Virpi Kuitunenová. Do cíle na sjezdovce Olympia III ve Val di Fiemme vystoupalo 59 mužů a 45 žen. Novým pomyslným králem běžeckého lyžování se stal Lukáš Bauer a novou královnou dvacetiletá Švédka Charlotte Kallaová, Angerer doběhl čtrnáctý, Kuitunen druhá. 
Tour de Ski je součástí Světového poháru v běhu na lyžích. Oproti 1. ročníku se body udílely nejen za celkové pořadí (čtyřnásobek bodů udílených v běžném závodě SP) a za sprinty, ale i za jednotlivé závody (bodováno prvních 15 míst a to polovičním počtem bodů oproti běžným závodům SP). Ve stíhacích závodech se neudílely za pořadí v cíli, ale za pořadí podle časů v závodě, což bylo upřesněno až v průběhu Tour.

## Výsledky

### Prolog
28. prosince Nové Město na Moravě
| Ženy - 3,3 km klasicky |                        |              |
| Místo                  | Jméno                  | Čas          |
| 1                      | Virpi Kuitunenová      | 9:22,8 min   |
| 2                      | Aino-Kaisa Saarinenová | + 0,7 s      |
| 3                      | Justyna Kowalczyková   | + 1,9 s      |
| 4                      | Marit Bjørgenová       | + 6,1 s      |
| 5                      | Seraina Mischol        | + 13,0 s     |
| …                      | …                      | …            |
| 41                     | Eliška Hájková         | + 51,8 s     |
| 45                     | Eva Skalníková         | + 56,4 s     |
| 48                     | Ivana Janečková        | + 1:00,2 min |
| 49                     | Helena Erbenová        | + 1:06,5 min |
| 53                     | Soňa Tolarová          | + 1:29,1 min |

| Muži - 4,5 km klasicky |                     |             |
| Místo                  | Jméno               | Čas         |
| 1                      | Lukáš Bauer         | 11:15,6 min |
| 2                      | Axel Teichmann      | + 1,0 s     |
| 3                      | Odd-Bjørn Hjelmeset | + 3,3 s     |
| 4                      | Sami Jauhojärvi     | + 3,5 s     |
| 5                      | Mats Larsson        | + 4,9 s     |
| …                      | …                   | …           |
| 14                     | Martin Jakš         | + 15,5 s    |
| 27                     | Martin Koukal       | + 24,9 s    |
| 47                     | Jiří Magál          | + 37,2 s    |
| 57                     | Dušan Kožíšek       | + 45,7 s    |

### Stíhací závod
29. prosince Nové Město na Moravě
| Ženy - 10 km volně |                      |              |
| Místo              | Jméno                | Čas          |
| 1                  | Marit Bjørgenová     | 26:17,2 min  |
| 2                  | Charlotte Kallaová   | + 0,2 s      |
| 3                  | Justyna Kowalczyková | + 7,2 s      |
| 4                  | Virpi Kuitunenová    | + 15,0 s     |
| 5                  | Olga Ročeva          | + 15,3 s     |
| …                  | …                    | …            |
| 38                 | Ivana Janečková      | + 2:20,5 min |
| 40                 | Eva Skalníková       | + 2:34,8 min |
| 41                 | Helena Erbenová      | + 2:37,4 min |
| 42                 | Eliška Hájková       | + 2:41,2 min |
| 52                 | Soňa Tolarová        | + 5:48,3 min |

| Muži - 15 km volně |                  |              |
| Místo              | Jméno            | Čas          |
| 1                  | Lukáš Bauer      | 34:53,5 min  |
| 2                  | Marcus Hellner   | + 47,0 s     |
| 3                  | Anders Södergren | + 47,9 s     |
| 4                  | Maxim Vylegžanin | + 48,0 s     |
| 5                  | Simen Østensen   | + 48,9 s     |
| …                  | …                | …            |
| 9                  | Martin Koukal    | + 51,7 s     |
| 15                 | Martin Jakš      | + 54,8 s     |
| 44                 | Dušan Kožíšek    | + 2:10,1 min |
| 56                 | Jiří Magál       | + 2:47,8 min |

### Sprint
30. prosince Praha
| Ženy - 1 km volně |                   |            |
| Místo             | Jméno             | Čas        |
| 1                 | Arianna Follisová | 1:50,5 min |
| 2                 | Pirjo Muranen     | + 0,2 s    |
| 3                 | Marit Bjørgenová  | + 0,7 s    |
| 4                 | Magda Genuin      | + 1,0 s    |
| 5                 | Virpi Kuitunenová | + 2,0 s    |
| …                 | …                 | …          |
| 24                | Eliška Hájková    |            |
| 25                | Helena Erbenová   |            |
| 37                | Soňa Tolarová     |            |
| 48                | Ivana Janečková   |            |
| 50                | Eva Skalníková    |            |

| Muži - 1 km volně |                  |            |
| Místo             | Jméno            | Čas        |
| 1                 | Nikolaj Morilov  | 1:35,8 min |
| 2                 | Simen Østensen   | + 0,3 s    |
| 3                 | Tor Arne Hetland | + 0,5 s    |
| 4                 | Andrej Parfenov  | + 1,0 s    |
| 5                 | Petter Northug   | + 1,2 s    |
| …                 | …                | …          |
| 8                 | Dušan Kožíšek    |            |
| 19                | Martin Koukal    |            |
| 32                | Martin Jakš      |            |
| 45                | Lukáš Bauer      |            |
| 70                | Jiří Magál       |            |

### Stíhací závod
1. ledna Nové Město na Moravě
| Ženy - 10 km volně |                      |               |
| Místo              | Jméno                | Čas           |
| 1                  | Charlotte Kallaová   | 26:59,9 min   |
| 2                  | Arianna Follisová    | + 8,5 s       |
| 3                  | Justyna Kowalczyková | + 10,1 s      |
| 4                  | Virpi Kuitunenová    | + 17,6 s      |
| 5                  | Claudia Nystadová    | + 30,8 s      |
| …                  | …                    | …             |
| 37                 | Ivana Janečková      | + 5:00,2 min  |
| 38                 | Helena Erbenová      | + 5:03,9 min  |
| 42                 | Eva Skalníková       | + 5:38,9 min  |
| 43                 | Eliška Hájková       | + 5:39,2 min  |
| 51                 | Soňa Tolarová        | + 11:40,2 min |

| Muži - 15 km volně |                       |              |
| Místo              | Jméno                 | Čas          |
| 1                  | Lukáš Bauer           | 36:34,9 min  |
| 2                  | Martin Koukal         | + 3,2 s      |
| 3                  | Pietro Piller Cottrer | + 3,4 s      |
| 4                  | Valerio Checchi       | + 4,6 s      |
| 5                  | Tord Asle Gjerdalen   | + 6,9 s      |
| …                  | …                     | …            |
| 11                 | Martin Jakš           | + 36,0 s     |
| 50                 | Dušan Kožíšek         | + 4:07,9 min |
| 51                 | Jiří Magál            | + 4:27,6 min |

### Distanční závod
2. ledna Nové Město na Moravě
| Ženy - 10 km klasicky |                        |              |
| Místo                 | Jméno                  | Čas          |
| 1                     | Aino-Kaisa Saarinenová | 28:55,7 min  |
| 2                     | Virpi Kuitunenová      | + 2,6 s      |
| 3                     | Therese Johaugová      | + 13,3 s     |
| 4                     | Olga Ročeva            | + 14,3 s     |
| 5                     | Valentyna Ševčenková   | + 23,0 s     |
| …                     | …                      | …            |
| 34                    | Ivana Janečková        | + 2:17,1 min |
| 41                    | Eliška Hájková         | + 2:32,5 min |
| 43                    | Helena Erbenová        | + 3:00,3 min |
| 47                    | Eva Skalníková         | + 3:23,0 min |
| 51                    | Soňa Tolarová          | + 5:02,3 min |

| Muži - 15 km klasicky |                     |              |
| Místo                 | Jméno               | Čas          |
| 1                     | Lukáš Bauer         | 38:26,9 min  |
| 2                     | Jens Arne Svartedal | + 27,8 s     |
| 3                     | Nikolaj Pankratov   | + 28,5 s     |
| 4                     | Mats Larsson        | + 40,0 s     |
| 5                     | Eldar Rønning       | + 49,9 s     |
| …                     | …                   | …            |
| 19                    | Jiří Magál          | + 1:35,6 min |
| 22                    | Martin Jakš         | + 1:47,5 min |
| 42                    | Martin Koukal       | + 2:49,8 min |

### Sprint
4. ledna Asiago
| Ženy - 1,2 km volně |                      |            |
| Místo               | Jméno                | Čas        |
| 1                   | Charlotte Kallaová   | 2:51,0 min |
| 2                   | Natalja Korosteleva  | + 0,6 s    |
| 3                   | Justyna Kowalczyková | + 1,2 s    |
| 4                   | Arianna Follisová    | + 1,2 s    |
| 5                   | Olga Ročeva          | + 3,9 s    |
| …                   | …                    | …          |
| 42                  | Eliška Hájková       |            |
| 43                  | Helena Erbenová      |            |
| 46                  | Ivana Janečková      |            |

| Muži - 1,2 km volně |                       |            |
| Místo               | Jméno                 | Čas        |
| 1                   | Petter Northug        | 2:33,8 min |
| 2                   | Nikolaj Čebotko       | + 0,2 s    |
| 3                   | Tor Arne Hetland      | + 0,2 s    |
| 4                   | Cristian Zorzi        | + 0,3 s    |
| 5                   | Pietro Piller Cottrer | + 0,3 s    |
| …                   | …                     | …          |
| 7                   | Martin Koukal         |            |
| 19                  | Martin Jakš           |            |
| 42                  | Lukáš Bauer           |            |
| 62                  | Jiří Magál            |            |

### Závod s hromadným startem
5. ledna Val di Fiemme
| Ženy - 10 km klasicky |                    |              |
| Místo                 | Jméno              | Čas          |
| 1                     | Virpi Kuitunenová  | 32:48,1 min  |
| 2                     | Charlotte Kallaová | + 4,5 s      |
| 3                     | Claudia Nystadová  | + 5,0 s      |
| 4                     | Olga Ročeva        | + 5,1 s      |
| 5                     | Katrin Zellerová   | + 5,5 s      |
| …                     | …                  | …            |
| 24                    | Helena Erbenová    | + 1:04,1 min |
| 32                    | Ivana Janečková    | + 1:24,4 min |
| 36                    | Eliška Hájková     | + 1:59,4 min |

| Muži - 20 km klasicky |                     |               |
| Místo                 | Jméno               | Čas           |
| 1                     | Odd-Bjørn Hjelmeset | 1:00:17,8 min |
| 2                     | Jens Arne Svartedal | + 0,0 s       |
| 3                     | Franz Göring        | + 3,2 s       |
| 4                     | Tord Asle Gjerdalen | + 5,2 s       |
| 5                     | Axel Teichmann      | + 5,5 s       |
| …                     | …                   | …             |
| 7                     | Lukáš Bauer         | + 7,5 s       |
| 20                    | Martin Koukal       | + 33,0 s      |
| 27                    | Martin Jakš         | + 43,5 s      |
| 40                    | Jiří Magál          | + 2:22,8 min  |

### Stíhací závod do vrchu
6. ledna Val di Fiemme
| Ženy - 9 km volně |                      |               |
| Místo             | Jméno                | Čas           |
| 1                 | Charlotte Kallaová   | 36:16,6 min   |
| 2                 | Virpi Kuitunenová    | + 36,4 s      |
| 3                 | Arianna Follisová    | + 53,3 s      |
| 4                 | Valentyna Ševčenková | + 1:09,2 min  |
| 5                 | Olga Ročeva          | + 1:14,8 min  |
| …                 | …                    | …             |
| 35                | Ivana Janečková      | + 11:40,1 min |
| 36                | Helena Erbenová      | + 11:41,0 min |
| 39                | Eliška Hájková       | + 13:51,4 min |

| Muži - 10 km volně |                     |              |
| Místo              | Jméno               | Čas          |
| 1                  | Lukáš Bauer         | 33:45,1 min  |
| 2                  | René Sommerfeldt    | + 2:47,3 min |
| 3                  | Giorgio Di Centa    | + 2:47,6 min |
| 4                  | Tord Asle Gjerdalen | + 2:53,9 min |
| 5                  | Tor Arne Hetland    | + 3:04,0 min |
| …                  | …                   | …            |
| 11                 | Martin Jakš         | + 4:17,6 min |
| 12                 | Martin Koukal       | + 4:24,2 min |

## Celkové pořadí
| Ženy - 60 km |                         |               |
| Místo        | Jméno                   | Čas           |
| 1            | Charlotte Kallaová      | 36:16,6 min   |
| 2            | Virpi Kuitunenová       | + 36,4 s      |
| 3            | Arianna Follisová       | + 53,3 s      |
| 4            | Valentyna Ševčenková    | + 1:09,2 min  |
| 5            | Olga Ročeva             | + 1:14,8 min  |
| 6            | Claudia Nystadová       | 2:07,8 min    |
| 7            | Justyna Kowalczyková    | + 2:20,8 min  |
| 8            | Evi Stehle Sachenbacher | + 2:23,8 min  |
| 9            | Katrin Zellerová        | + 2:29,8 min  |
| 10           | Riitta-Liisa Roponenová | + 2:31,7 min  |
| …            | …                       | …             |
| 35           | Ivana Janečková         | + 11:40,1 min |
| 36           | Helena Erbenová         | + 11:41,0 min |
| 39           | Eliška Hájková          | + 13:51,4 min |

| Muži - 102 km |                       |              |
| Místo         | Jméno                 | Čas          |
| 1             | Lukáš Bauer           | 3:38:07,4 h  |
| 2             | René Sommerfeldt      | + 2:47,3 min |
| 3             | Giorgio Di Centa      | + 2:47,6 min |
| 4             | Tord Asle Gjerdalen   | + 2:53,9 min |
| 5             | Tor Arne Hetland      | + 3:04,0 min |
| 6             | Franz Göring          | + 3:39,9 min |
| 7             | Pietro Piller Cottrer | + 3:47,5 min |
| 8             | Petter Northug        | + 3:52,9 min |
| 9             | Jevgenij Dementjev    | + 3:53,3 min |
| 10            | Jens Arne Svartedal   | + 4:01,3 min |
| 11            | Martin Jakš           | + 4:17,6 min |
| 12            | Martin Koukal         | + 4:24,2 min |